# Fozzy
Fozzy é uma banda de heavy metal dos Estados Unidos da América, formada em 1999 na cidade de San Antonio, Texas. É formada pelo pro wrestler Chris Jericho, Rich Ward, Eric Sanders, Mike Martin e Sean B. Delson. A banda é inspirada no grupo germânico Helloween, mas mesmo assim começaram como covers do grupo inglês Black Sabbath, sob o nome Fozzy Osbourne (Uma paródia com o nome do vocalista Ozzy Osbourne), e em 2000 inseriu seu estilo próprio, junto ao primeiro álbum.

## Discografia

### Álbuns
- Fozzy (2000)
- Happenstance (2002)
- All That Remains (2005)
- All That Remains: Reloaded (2008)
- Chasing the Grail (2010)
- Sin and Bones (2012)
- Do You Wanna Start a War (2014)
- Judas (2017)

### Singles
- "Eat the Rich" (2000)
- "Balls to the Wall" (2002)
- "With the Fire" (2002)
- "To Kill a Stranger" (2002)
- "Enemy" (2005)
- "It's a Lie" (2006)
- "Metal Gods" (2007)
- "Martyr No More" (2009)
- "Broken Soul" (2010)
- Lights Go Out (2014)
- One Crazed Anarchist (2014)
- Judas (2017)
- Nowhere To Run (2019)